# Great Falls (Montana)
Great Falls város az USA Montana államában, Cascade megyében, melynek megyeszékhelye is. Lakosainak száma 60 442 fő (2020. április 1.).

## Népesség
A település népességének változása:
| Lakosok száma | 56 690 | 58 505 | 60 442 |
|               | 2000   | 2010   | 2020   |